# Kazimierz Ciaś
Kazimierz Henryk Ciaś (ur. 22 maja 1929 w Błotnicy) – polski dyplomata i działacz partyjny.

## Życiorys
Syn Antoniego i Pelagii. Okres okupacji spędził w Stalowej Woli. Tam też po wojnie zdał maturę.
W latach 1947–1948 członek Organizacji Młodzieży Towarzystwa Uniwersytetu Robotniczego. 31 sierpnia 1948 wstąpił do Polskiej Partii Socjalistycznej, a następnie do Polskiej Zjednoczonej Partii Robotniczej (PZPR). W latach 1949–1953 studiował w Akademii Nauk Politycznych w Warszawie. Jako student pracował na stanowiskach kierownika Wydziału Organizacyjnego w Zarządzie Okręgowym Zrzeszenia Studentów Polskich (ZSP), inspektora w Komendzie Głównej „Służby Polsce” (SP) oraz kierownika Wydziału Zagranicznego w Radzie Naczelnej ZSP.
W 1953 został zatrudniony jako referent w Ministerstwie Spraw Zagranicznych (MSZ). W latach 1954–1956 był dyrektorem Centralnego Ośrodka Szkolenia w Ministerstwie Leśnictwa w Warszawie. Od lutego do grudnia 1956 był sekretarzem w Międzynarodowej Komisji Nadzoru i Kontroli w Kambodży. Od 1957 do 1961 naczelnik wydziału w Ministerstwie Leśnictwa. W 1961 uzyskał tytuł magistra w Szkole Głównej Służby Zagranicznej w Warszawie. W 1961 został starszym radcą w MSZ. W latach 1962–1966 attaché, a następnie III sekretarz ambasady PRL w Londynie, w latach 1966–1969 naczelnik w Departamencie Kadr Ministerstwa Spraw Zagranicznych. Konsul generalny w Waszyngtonie (1969–1973) oraz Nowym Jorku (1973–1974; 1979–1981) oraz PRL/RP w Sydney (1988–1990).
Jako członek PZPR pełnił funkcje I sekretarza POP przy ambasadzie w Londynie (1962–1966) oraz I sekretarza w Komitecie Zakładowym MSZ (1967–1969, 1974–1975). 
Doktor nauk.
W 1955 został odznaczony Medalem 10-lecia Polski Ludowej.

## Współpraca ze Służbą Bezpieczeństwa PRL
Tajny współpracownik Służby Bezpieczeństwa PRL. 